# Filmfare Award за лучшую музыку к песне для фильма
Filmfare Award за лучшую музыку к песне для фильма (англ. Filmfare Award for Best Music Director) — ежегодная награда Filmfare Award с 1954 года.

## Победители и номинанты

### 1950-е
- 1954 Naushad Ali — Байджу Бавра
- 1955 С.Д. Бурман[англ.] — «Шофёр такси»[англ.]
- 1956 Хемант Кумар — Nagin[англ.]
  - С. Рамчандра — Азад
  - Naushad Ali — Летающая колесница
- 1957 Шанкар-Джайкишан — «Тайком от всех»
  - О.П. Найар — «Детектив»
- 1958 О. П. Наяр — «Новый век»
  - С. Рамчандра — Asha
- 1959 Салил Чоудхури — «Мадхумати»
  - О.П. Найар — Phagun
  - Шанкар-Джайкишан — Еврейка

### 1960-е
- 1960 Шанкар-Джайкишан — «Простофиля»[англ.]
  - С. Д. Бурман — «Неприкасаемая»
  - Шанкар-Джайкишан — «Chhoti Bahen»[англ.]
- 1961 Шанкар-Джайкишан — «Dil Apna Aur Preet Parai»[англ.]
  - Рави — «Полная луна»[англ.]
  - Наушад — «Великий Могол»
- 1962 Рави — «Семейная обитель»[англ.]
  - Наушад — «Ганга и Джамна»[англ.]
  - Шанкар-Джайкишан — «В стране, где течет Ганг»[англ.]
- 1963 Шанкар-Джайкишан — «Профессор»[англ.]
  - Хемант Кумар[англ.] — «Bees Saal Baad»[англ.]
  - Мадан Мохан[англ.] — «Неграмотная»[англ.]
- 1964 Рошан[англ.] — «Тадж-Махал»[англ.]
  - Наушад — «Возлюбленная моя»[англ.]
  - Шанкар-Джайкишан — «Dil Ek Mandir»[англ.]
- 1965 Лаксмикант-Пьярелал[англ.] — «Дружба»[англ.]
  - Мадан Мохан[англ.] — «Кто она такая?»[англ.]
  - Шанкар-Джайкишан — «Сангам»[англ.]
- 1966 Рави — «Семья»[англ.]*
  - Кальянджи-Ананджи — «Любовь в Гималаях»[англ.]
  - Шанкар-Джайкишан — «Любовь в Кашмире»[англ.]
- 1967 Шанкар-Джайкишан — «Сурадж»[англ.]
  - Рави — «Do Badan»[англ.]
  - С. Д. Бурман — «Святой»[англ.]
- 1968 Лаксмикант-Пьярелал — «Свидание»[англ.]
  - Кальянджи-Ананджи — «Благодеяние»[англ.]
  - Рави — «Хамраз»[англ.]
- 1969 Шанкар-Джайкишан — «Брахмачари»[англ.]

Рави — «Глаза»
Шанкар-Джайкишан — «Преступление и...»

### 1970-е
- 1970 Лаксмикант-Пьярелал — «Единожды солгав…»[англ.]
  - С. Д. Бурман — «Преданность»
  - Шанкар-Джайкишан — «Chanda Aur Bijli»[англ.]
- 1971 Шанкар-Джайкишан — «Pehchan»[англ.]
  - Лаксмикант-Пьярелал — «В смятении»[англ.]
  - С. Д. Бурман — «Talash»[англ.]
- 1972 Шанкар-Джайкишан — «Моё имя Клоун»
  - С. Д. Бурман — «Караван» / «Табор»[англ.]*
  - Шанкар-Джайкишан — «Жест»[англ.]
- 1973 Шанкар-Джайкишан — «Be-Imaan»[англ.]
  - Гулам Мохаммед[англ.] — «Куртизанка»
  - Лаксмикант-Пьярелал — «Шум»[англ.]
- 1974 С. Д. Бурман — «Гордыня»[англ.]
  - Кальянджи-Ананджи — «Затянувшаяся расплата»
  - Лаксмикант-Пьярелал — «Бобби»
  - Лаксмикант-Пьярелал — «Камень на сердце»
  - Р. Д. Бурман— «Найти друг друга»[англ.]
- 1975 Кальянджи-Ананджи — «Чистый лист бумаги»[англ.]
  - Лаксмикант-Пьярелал — «Хлеб насущный» / «Хлеб, одежда, дом»[англ.]
  - Р. Д. Бурман— «Клянусь вами»[англ.]
  - С. Д. Бурман — «Город любви»[англ.]
  - Шанкар-Джайкишан — «Resham Ki Dori»[англ.]
- 1976 Раджеш Рошан — «Джулия»
  - Лаксмикант-Пьярелал — «Dulhan»[англ.]
  - Р. Д. Бурман— «Khel Khel Mein»[англ.]
  - Р. Д. Бурман— «Месть и закон»
  - Шанкар-Джайкишан — «Отшельник»[англ.]
- 1977 Хайям — Иногда
  - Kalyanji Anandji — Судьбы не избежать
  - Мадан Мохан[англ.] — Путешествие в прошлое
  - Р. Д. Бурман — Возлюбленная
  - Равиндра Джайн — Самозванец
- 1978 Лаксмикант-Пьярелал — Амар, Акбар, Антони
  - Jaidev — Мелодия мечты
  - Р. Д. Бурман — Мы не хуже других
  - Р. Д. Бурман — Два берега
  - Раджеш Рошан — Хозяин
- 1979 Лаксмикант-Пьярелал — Истина, любовь и красота
  - Калианджи-Ананджи — Главарь мафии
  - Р. Д. Бурман — Бриллиант
  - Раджеш Рошан — В поисках брата
  - Равиндра Джайн — Навсегда

### 1980-е
- 1980 Лаксмикант-Пьярелал — Ритмы песен
  - Хайям — Нури
  - Лаксмикант-Пьярелал — Неведомый враг
  - Раджеш Рошан — Чёрный камень
  - Раджеш Рошан — Отважный парень
- 1981 Лаксмикант-Пьярелал — Долг чести
  - Калианджи-Ананджи — Друзья навек
  - Хайям — Маленькое предательство
  - Р. Д. Бурман — Красивая жизнь
  - Лаксмикант-Пьярелал — Певица Ааша
- 1982 Хайям — Дорогая Умрао
  - Баппи Лахири — Armaan
  - Лаксмикант-Пьярелал — Созданы друг для друга
  - Р. Д. Бурман — История любви
  - Шив-Хари — Любовная связь
- 1983 Р. Д. Бурман — Клянусь тебе, любовь моя
  - Баппи Лахири — Преданный слуга
  - Хайям — В поисках счастья
  - Лаксмикант-Пьярелал — Любовный недуг
  - Рави Шанкар Шарма — Замужество
- 1984 Р. Д. Бурман — Необдуманный шаг
  - Хайям — Дочь султана
  - Лаксмикант-Пьярелал — Hero
  - Р. Д. Бурман — Сила любви
  - Уша Ханна — Вторая жена
- 1985 Баппи Лахири — Пьяница
  - Ану Малик — Легенда о любви
  - Баппи Лахири — Материнская клятва
  - Баппи Лахири — Подарок
  - Р. Д. Бурман — Jawani
- 1986 Равиндра Джайн — Ганг, твои воды замутились
  - Лаксмикант-Пьярелал — Невинная жертва
  - Лаксмикант-Пьярелал — Любовь не сломить
  - Лаксмикант-Пьярелал — Sur Sangam
  - Р. Д. Бурман — Море любви
- 1987 Не вручалась
- 1988 Не вручалась
- 1989 Ананд-Милинд — Приговор
  - Лаксмикант-Пьярелал — Жгучая страсть
  - Раджеш Рошан — Жажда мести

### 1990-е
- 1990 Raamlaxman — Я полюбил
  - Kalyanji-Anandji, Виджу Шах — Трое разгневанных мужчин
  - Лаксмикант-Пьярелал — Рам и Лакхан
  - Shiv-Hari — Чандни
- 1991 Nadeem Shravan — Жизнь во имя любви
  - Ананд-Милинд — Мятежная любовь
  - Ананд-Милинд — Сердце
  - Баппи Лахири — Настоящий Арджун
- 1992 Надим-Шраван — В мечтах о любви
  - Хридайнатх Мангешкар — Ловушка времени
  - Лаксмикант-Пьярелал — Торговец
  - Надим-Шраван — Шипы и розы
- 1993 Надим-Шраван — Безумная любовь
  - Ананд-Милинд — Сын
  - Джатим-Лалит — Соперники
- 1994 Ану Малик — Игра со смертью
  - Бхупен Хазарика — Плакальщица
  - Лаксмикант-Пьярелал — Злодей
  - Надим-Шраван — Навстречу любви
  - Шив-Хари — Жизнь под страхом
- 1995 Р. Д. Бурман — Сага о любви
  - Ану Малик — Не пытайся меня переиграть
  - Дилип Сен-Самир Сен — С любовью не шутят
  - Raamlaxman — Кто я для тебя?
  - Виджу Шах — Пешка
- 1996 А.Р. Рахман — Весельчак
  - Ану Малик — Разные судьбы
  - Джатин-Лалит — Непохищенная невеста
  - Надим-Шавран — Принц Раджа
  - Раджеш Рошан — Каран и Арджун
- 1997 Надим-Шавран — Раджа Хиндустани
  - Джатин-Лалит — Мир музыки
  - Раджеш Рошан — Papa Kehte Hai
  - Виджу Шах — Наши с тобой мечты
  - Vishal Bhardwaj — Поджигатели
- 1998 Уттам Сингх — Сумасшедшее сердце
  - Ану Малик — Граница
  - Джатин-Лалит — Как боссу утёрли нос
  - Надим-Шавран — На чужбине
  - Виджу Шах — Тайна
- 1999 А.Р. Рахман — Любовь с первого взгляда
  - Ану Малик — Солдат
  - Джатин-Лалит — Всё в жизни бывает
  - Джатин-Лалит — Любовь должна была случиться
  - Виджу Шах — Напарники

### 2000-е
- 2000 А.Р. Рахман — Ритмы любви
  - Ану Малик — Жена номер один
  - Ану Малик — Парни не промах
  - Исмаил Дарбар — Навеки твоя
  - Джатин-Лалит — Злой умысел
- 2001 Раджеш Рошан — Скажи, что любишь!
  - Ану Малик — В поисках брата
  - Ану Малик — Азарт любви
  - Ану Малик — Отвергнутые
  - Джатин-Лалит — Влюблённые
  - Надим-Шраван — Биение сердца
- 2002 А.Р. Рахман — Лагаан: Однажды в Индии
  - Ану Малик — Очарование любви
  - Джатин-Лалит — И в печали, и в радости...
  - Шанкар–Эхсан–Лой — Любящие сердца
  - Уттам Сингх — Беглецы
- 2003 А.Р. Рахман — Анатомия любви (фильм, 2002)
  - Ананд Радж Ананд — Чужой среди своих
  - Шанкар-Эхсан-Лой — Ты знаешь мою тайну
  - Исмаил Дарбар — Девдас
  - Надим-Шраван — Тайна
- 2004 Шанкар-Эхсан-Лой — Наступит завтра или нет?
  - Джатин-Лалит — Дорогами любви
  - Раджеш Рошан — Ты не одинок
  - Ану Малик — Линия контроля
  - Шанкар-Эхсан-Лой — Всё отдаю тебе
- 2005 Ану Малик — Я рядом с тобой!!!
  - А.Р. Рахман — Возвращение на Родину
  - Ану Малик — Искушение замужней женщины
  - Притам — Байкеры
  - Мадан Мохан — Вир и Зара
- 2006 Шанкар-Эхсан-Лой — Банти и Бабли
  - Аднан Сами — Лаки. Не время для любви
  - Шанкар-Эхсан-Лой — Ты свела меня с ума
  - Шантану Мойтра — Замужняя женщина
  - Вишал-Шекхар — Dus
- 2007 А.Р. Рахман — Цвет шафрана
  - Шанкар-Эхсан-Лой — Погибший из-за любви
  - Джатин-Лалит — Слепая любовь
  - Притам — Байкеры 2: Настоящие чувства
  - Шанкар-Эхсан-Лой — Дон. Главарь мафии
  - Шанкар-Эхсан-Лой — Никогда не говори «Прощай»
- 2008 А.Р. Рахман — Гуру: Путь к успеху
  - Вишал-Шекхар — Ом Шанти Ом
  - Монти Шарма — Возлюбленная
  - Притам — Когда мы встретились
  - Притам — Жизнь в большом городе
- 2009 А.Р. Рахман — Знаешь ли ты...
  - А.Р. Рахман — Гаджини
  - А.Р. Рахман — Джодха и Акбар
  - Вишал-Шекхар — Близкие друзья
  - Притам — Гонка
  - Шанкар-Эхсан-Лой — Играем рок!!

### 2010-е
- 2010 А.Р. Рахман — Дели-6
  - Амит Триведи — Дэв.Д
  - Притам — Удивительная история странной любви
  - Притам — Любовь вчера и сегодня
  - Шанкар-Эхсан-Лой — Сид, проснись
  - Vishal Bhardwaj — Негодяи
- 2011 Сахид-Вахид и Лалит Пандит — Бесстрашный
  - Вишал-Шекхар — Незнакомец и незнакомка
  - Вишал-Шекхар — Я ненавижу любовные истории
  - Притам — Однажды в Мумбаи
  - Шанкар-Эхсан-Лой — Меня зовут Кхан
  - Vishal Bhardwaj — У любви нет причин
- 2012 А.Р. Рахман — Рок-звезда[1]
  - Вишал-Шекхар — Случайный доступ
  - Рэм Сампат — Однажды в Дели
  - Шанкар-Эхсан-Лой — Жизнь не может быть скучной!
  - Сохаил Сен — Невеста моего брата
- 2013 Притам – Барфи!
  - Вишал-Шекхар – Студент года
  - Амит Триведи – Сумасшедшая любовь
  - Притам – Коктейль
  - Снеха Кханвалкар – Банды Вассейпура
- 2014 Анкит Тивари, Mithoon и Джит Гангули  — Жизнь во имя любви 2
  - Вишал-Шекхар — Ченнайский экспресс
  - Амит Триведи — Разбойник
  - А.Р. Рахман — Безумно влюблённый
  - Притам — Эта сумасшедшая молодёжь
  - Санджай Лила Бхансали — Рам и Лила
- 2015 Шанкар-Эхсан-Лой — 2 штата
  - Амит Триведи — Королева
  - Anupam Amod, Arko Pravo Mukherjee, Ё Ё Хони Сингх, Mithoon, Притам — Крылья желаний
  - Шанкар-Эхсан-Лой, Meet Bros Anjjan, Ё Ё Хони Сингх — Удар
  - Mithoon, Анкит Тивари, SOCH — Злодей
- 2016 Amaal Mallik, Анкит Тивари, Meet Bros Anjjan — Рой
  - Анупам Рой — Пику
  - А.Р. Рахман — Спектакль
  - Притам — Влюблённые
  - Санджай Лила Бхансали — Баджирао и Мастани
  - Шанкар-Эхсан-Лой — Пусть сердце бьётся
- 2017 Притам — Дела сердечные
  - Вишал-Шекхар — Султан
  - Meet Bros, Amaal Mallik, Manj Musik, Анкит Тивари — Бунтарь
  - Амит Триведи — Летящий Пенджаб
  - Amaal Mallik, Бадхаш, Арко Право Махержи, Танишк Багхчи, Бенни Давал, Nucleya — Капур и сыновья
  - Шанкар-Эхсан-Лой — Мирза
- 2018 Притам — Детектив Джагга
  - Amaal Mallik, Танишк Багхчи, Akhil Sachdeva — Невеста Бадринатха
  - Арко Право Махержи, Танишк Багхчи, Самира Коппикар, Самир Уддин и Ваю — Конфетка из Барели
  - Митхун, Танишк Багхчи, Rishi Rich, Farhan Saeed, Rahul Mishra, Ami Mishra — Подруга наполовину
  - Притам — Когда Гарри встретил Седжал
  - Амит Триведи — Тайная суперзвезда